# کانتری استایل کوکینگ
کانتری استایل کوکینگ (انگلیسی: Country Style Cooking) شرکت صنایع غذایی چینی است، که در سال ۱۹۹۶ تأسیس شد.